# Comerio Films
La Comerio Films è stata una casa cinematografica italiana attiva agli inizi del XX secolo.

## Storia
Fu fondata a Milano nel 1907 dal fotografo Luca Comerio con la denominazione Luca Comerio & C. s.a.s., con capitale sociale di 25.000 lire. La sede della società fu stabilita in via della Boscaiola nº 1, mentre lo stabilimento fu creato in via Arnaldo da Brescia nel quartiere Isola. 
Le produzioni della ditta - prima manifattura cinematografica fondata nel capoluogo lombardo - riguardarono inizialmente soltanto documentari.
Nel 1908, Comerio trasferì la sede della ditta in un edificio fatto costruire appositamente in via Serbelloni, che comprendeva diversi laboratori e due teatri di posa. Fu da allora che la Luca Comerio & C. entrò nel mercato cinematografico (sia nazionale che estero) e ampliò la produzione di pellicole ad altri generi, infatti il bilancio registrò la produzione di 30 film a soggetto, 26 documentari e 15 comiche.
Nel settembre dello stesso anno si associò con la SAFFI (Società Anonima Fabbricazione Films Italiane), e si diede vita alla SAFFI-Comerio, e la sede dell'azienda fu nuovamente trasferita, nel quartiere Precotto. Nel contempo, venne creato un nuovo stabilimento cinematografico alla Bovisa, più grande e attrezzato, dotato di teatri di posa, e su un'area di 22.000 m².
Nel 1909, nel capitale della SAFFI-Comerio entrò il barone Paolo Ajroldi di Robbiate, il quale, nel giro di qualche mese, la trasformò in Milano Films, ed estromise dalla nuova società il Comerio, il quale ritornò in proprio, e nel 1910 costituì la Comerio Films. Ufficialmente, l'uscita di Comerio dalla Milano Films fu giustificata da motivi di salute del cineasta, in realtà pare che a spingerlo ad uscire furono i dissidi con i nuovi proprietari sulla modalità di gestione della casa. 
Con lo scoppio della guerra italo-turca in Libia nel 1911, gran parte del personale tecnico della ditta si recò nel paese nordafricano per effettuare le riprese delle fasi del conflitto, stessa cosa avvenne anche nella prima guerra mondiale, quando Luca Comerio fu l'unico cineoperatore civile autorizzato a riprendere le battaglie, fino al 1917.
Nel 1918 vennero ripristinate le normali produzioni di film a soggetto e di comiche.
Le attività della Comerio Films durarono fino al 1922, quando la società fu sciolta a seguito di problemi finanziari e personali del fondatore.

## Produzioni
Complessivamente le produzioni della Comerio Films furono di oltre le 200 pellicole. Di queste la massima parte era formata da documentari e reportage di attualità e di cronaca, e la regia di questi filmati è attribuita a Luca Comerio.
Per quanto concerne i film "a soggetto" e i film comici prodotti dalla casa milanese, ben poco si sa degli attori, dei registi e dei tecnici che vi collaborarono. Tra questi si possono citare il comico Arnaldo Giacomelli; l'attore e regista Giuseppe De Liguoro; gli attori Salvatore Anzelmo-Papa, Gabriellino D'Annunzio, Edoardo Ferravilla, Ruggero Lupi, Arturo Pirovano; le attrici Angelina Barbaroux, Maria Melato; l'operatore e fotografo Alberto Chentrens.
Ecco una lista delle pellicole più significative prodotte dalla Comerio Films:
- Amleto (1908)
- I promessi sposi (1908)
- Parisina (1909)
- Nella di Loredano (1909)
- Serva ideale (1909)
- La presa di Zuara (1912)
- Excelsior (1913)
- El duell del sciur Pànera (1914)
- Il ritorno (1914)
- La class di asen (1914)
- Scena a soggetto musicale (1915)
- Massinelli in vacanza (1915)
- Il paradiso nell'ombre delle spade (1921)